# Línea 9 (Maldonado)
La línea 9 es una línea de transporte colectivo del departamento de Maldonado, Uruguay. Sale de Maldonado y llega a Punta del Este por la calle Capitán Miranda.
Al igual que las líneas 8 y 11, durante mucho tiempo la 9 fue operada por la empresa Olivera Hnos; hasta que en el año 2010 y tras la fusión con CODESA, pasa a servirlas esta última hasta el día de hoy.

## Recorrido
Tanto para el trayecto de ida como el de vuelta las ubicaciones de algunas paradas varían dependiendo de la temporada; concretamente, entre mediados de diciembre a febrero y el resto del año.

### Ida
Agencia Maldonado, Av. Batlle y Ordóñez, Francisco Martínez, Bº Las Cooperativas, José Pedro Cea, Domingo Tejera, Héctor Scarone, Alberto Supicci, Carlos Real de Azúa, Isidore Ducasse, Serafín J. García, Av. De Los Gauchos, Francisco Martínez, Simón del Pino, Santiago Gadea, Bergalli, Av. Joaquín de Viana, Cont. Av. Lavalleja, Ventura Alegre, Arazá, Ituzaingó, Av. Joaquín de Viana, Av. Roosevelt, Av. Camacho, Burnet, 18 de Julio, San José, Terminal Maldonado, Av. Acuña de Figueroa, Av. Francia, Av. Pedragosa Sierra, Julio Herrera Reising, Pascual Gattas, Av. Roosevelt, Av. Pedragosa Sierra, Av. Italia, Av. Francisco Salazar, J. Lenzina, Rbla. C. Williman, Bauprés (18), Rbla. Gral. Artigas (mansa), 2 de Febrero (10), Capitán Miranda (7).

### Vuelta
Capitán Miranda (7), El Foque (14), Rbla. Gral. Artigas (mansa), El Remanso (20), Rbla. C. Williman (mansa), Emilio Sader, Av. Francisco Salazar, Av. Italia, Av. P. Sierra, Av. Roosevelt, Pasual Gattas, Julio Herrera Reising, Av. P. Sierra, Av. Francia, Av. Acuña de Figueroa, Av. Roosevelt, Explanada Terminal Maldonado, Av. Roosevelt, Av. Joaquín de Viana, Ventura Alegre, Cont. Lavalleja, Av. J. de Viana, Dr. Edye, Bergalli, Fructuoso Rivera, Av. De Los Gauchos, Francisco Martínez, Av. Batlle y Ordóñez, Agencia Maldonado.